# UFC on FX: Sotiropoulos vs. Pearson
The Ultimate Fighter The Smashes Finale: Sotiropoulos vs. Pearson è stato un evento di arti marziali miste organizzato dalla Ultimate Fighting Championship che si è tenuto il 15 dicembre 2012 al Gold Coast Convention and Exhibition Centre di Gold Coast, Australia.

## Retroscena
L'evento ospitò le finali del reality show The Ultimate Fighter: The Smashes.
Fu il primo evento australiano dell'UFC a non essere organizzato a Sydney.
Seth Baczynski avrebbe dovuto affrontare Kyle Noke, ma quest'ultimo s'infortunò e venne sostituito con Mike Pierce.
Joey Beltran doveva vedersela con Anthony Perosh, ma a causa di un acciacco venne rimpiazzato con Igor Pokrajac.
Nick Penner avrebbe dovuto affrontare l'esordiente Eddie Mendez, ma Mendez diede forfait per infortunio e al suo posto lottò Cody Donovan.
Chad Mendes affrontò Yaotzin Meza al posto dell'indisponibile Hacran Dias.
Ednaldo Oliveira e Krzysztof Soszynski avrebbero dovuto sfidarsi in questo evento, ma il primo s'infortunò e il match saltò.
Per la prima volta nella storia dell'UFC due eventi vengono organizzati nello stesso giorno: sempre durante il 15 dicembre 2012 infatti si tenne anche The Ultimate Fighter: Team Carwin vs. Team Nelson Finale negli Stati Uniti: a causa della presenza contemporanea dell'evento americano l'annunciatore non fu Bruce Buffer, bensì Joe A. Martinez.

## Risultati

### Card preliminare
- Incontro categoria Pesi Mediomassimi:  Nick Penner contro  Cody Donovan

Donovan sconfisse Penner per KO Tecnico (pugni) a 4:35 del primo round.
- Incontro categoria Pesi Leggeri:  Mike Wilkinson contro  Brendan Loughnane

Wilkinson sconfisse Loughnane per decisione unanime (29-28, 29-28, 29-28).
- Incontro categoria Pesi Welter:  Ben Alloway contro  Manuel Rodriguez

Alloway sconfisse Rodriguez per KO (calcio frontale e pugni) a 4:57 del primo round.
- Incontro categoria Pesi Welter:  Mike Pierce contro  Seth Baczynski

Pierce sconfisse Baczynski per decisione unanime (30-27, 29-28, 29-28).
- Incontro categoria Pesi Mediomassimi:  Joey Beltran contro  Igor Pokrajac

Inizialmente vittoria di Beltran per decisione unanime (30-27, 30-27, 30-27), poi cambiata in No Contest perché lo stesso Beltran venne trovato positivo ad un test antidoping.
- Incontro categoria Pesi Piuma:  Chad Mendes contro  Yaotzin Meza

Mendes sconfisse Meza per KO (pugni) a 1:55 del primo round.

### Card principale
- Incontro categoria Pesi Medi:  Hector Lombard contro  Rousimar Palhares

Lombard sconfisse Palhares per KO Tecnico (pugni) a 3:38 del primo round.
- Finale del torneo dei Pesi Leggeri TUF Smashes:  Norman Parke contro  Colin Fletcher

Parke sconfisse Fletcher per decisione unanime (30-27, 29-28, 29-28) e vinse il torneo dei pesi leggeri TUF Smashes.
- Finale del torneo dei Pesi Welter TUF Smashes:  Robert Whittaker contro  Brad Scott

Whittaker sconfisse Scott per decisione unanime (29-28, 29-28, 29-28) e vinse il torneo dei pesi welter TUF Smashes.
- Incontro categoria Pesi Leggeri:  George Sotiropoulos contro  Ross Pearson

Pearson sconfisse Sotiropoulos per KO Tecnico (pugni) a 0:41 del terzo round.

## Premi
I seguenti lottatori sono stati premiati con un bonus di 40.000 dollari:
- Fight of the Night:  Nick Penner contro  Cody Donovan
- Knockout of the Night:  Ben Alloway
- Submission of the Night: nessun incontro terminò per sottomissione